# ルチアーノ・スパレッティ
ルチアーノ・スパッレッティ（Luciano Spalletti，1959年3月7日 - ）は、イタリア・フィレンツェ県チェルタルド出身の元サッカー選手、現サッカー指導者。

## 来歴

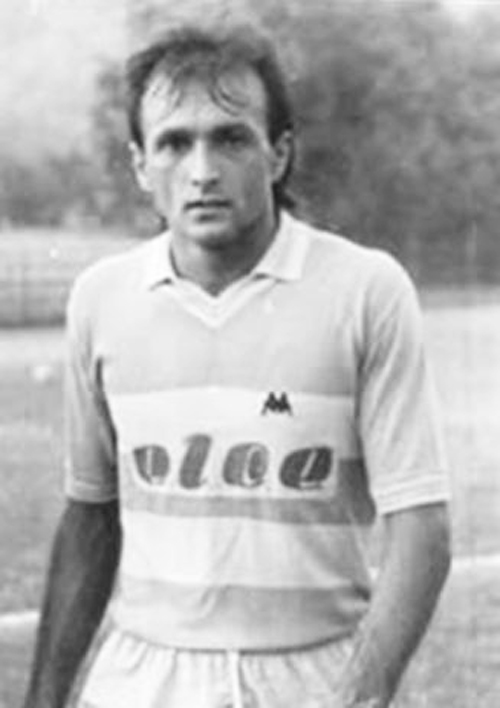
エンテッラ選手時代

現役サッカー選手時代は3部リーグに当たるセリエCでプレーしていた。ポジションは守備的MFで主に相手のエースを追いかけまわす役割をしていた。
引退後、所属クラブであったエンポリFCで指導者の道を歩み始め、下部組織のコーチなどを経て、1995-96シーズンに昇格する形で監督に就任した。その後、UCサンプドリア、ヴェネツィアの監督を歴任するが、いずれもセリエB降格の憂き目に遭っており、続くウディネーゼでも降格の危機に瀕したことから「降格請負人」という有り難くない異名を持ってしまった。
監督としての評価を確固たるものにしたのは、2002年の2回目のウディネーゼの監督就任以降である。2004-05シーズン、ウディネーゼは3位でシーズンを終え、クラブ史上初のUEFAチャンピオンズリーグ出場権を手にしたが、スパッレッティ自身はそのシーズンで監督を辞した。その後、監督交代を繰り返して同シーズン7位に沈んだASローマの監督に就任した。

### ASローマ（第一期）
ASローマでは、トップ下の攻撃的MFとして地位を固めていたフランチェスコ・トッティをセンター・フォワード(CF)にコンバートし、代わりにシモーネ・ペッロッタにトップ下を任せた。さらにダニエレ・デ・ロッシやアルベルト・アクイラーニといった若手を積極的に起用、チームの再建を成功させた。生粋のストライカーを起用せず細かなパス回しとMFの走り込みを組み合わせた攻撃サッカーは、0トップと呼ばれ、セリエAで最も美しいサッカーと言われた。そしてその新戦術はFCバルセロナなど現在の強豪クラブにも大きな影響を与えている。
2005-06シーズンには、セリエA新記録となる11連勝を成し遂げた。2006-07、2007-08シーズンと2年連続でローマをセリエA2位、チャンピオンズリーグベスト8の好成績に導くが、2008-09シーズンは怪我人の続出や新戦力の不発などで6位に後退。「（チャンピオンズリーグ出場圏内の）4位以内に入れなかったら辞任する」との考えを示しており、ユヴェントスFCへの監督就任の噂もされたが、選手やフロントの強い支持もあり残留を表明した。しかし新たに迎えた2009-10シーズンでは開幕から2連敗。その責任を取り辞任した。選手補強に対するセンシ会長や、一部選手への試合スタイルへの非難などを、辞任後に発言していることから、チームとの確執はシーズン前からあったと見られている。しかしながら、悲願のリーグ優勝はならなかったものの、ローマのティフォージに常に支持され、それは辞任後も変わっていない。

### FCゼニト・サンクトペテルブルク
2009年12月からロシアサッカー・プレミアリーグのFCゼニト・サンクトペテルブルクの監督に就任。個に依存していたチームに戦術を植え付け、連動性に優れた組織的完成度の高い集団へと生まれ変えた。結果にこだわる「イタリア式」も取り入れ、イタリア式をよく知るアレッサンドロ・ロジーナ、ウディネーゼ時代の教え子アレクサンダル・ルコヴィッチ（2010年8月加入）を獲得した。2008年夏のUEFAスーパーカップ制覇を機に下降線を辿っていたゼニトに早速効果が表れ、ロシア・カップ制覇に導くと、過去2年優勝争いにすら絡めなかったリーグ戦でも好調をキープし、3年ぶり3度目となるリーグ制覇へと導いた。しかし2014年になると不振が続き、3月9日に行われたFCトム・トムスク戦を引き分けで終えロコモティフ・モスクワに単独首位浮上を許すと3月11日に解任が発表された。

### ASローマ（第二期）
2016年1月13日、成績不振により解任されたリュディ・ガルシアの後任として、約7年ぶりに古巣ASローマの監督に復帰した。2015-16シーズンはチームを3位に導き、チャンピオンズリーグプレーオフへの出場権を勝ち取った。2016-17シーズンのチャンピオンズリーグではプレーオフで敗退、ヨーロッパリーグに回るもベスト16で敗退。リーグ戦ではクラブ最多勝ち点となる勝ち点87でチームを2位に導き、チャンピオンズリーグ出場権に導いた。2016-17シーズン終了後、ローマからの退団を発表した。

### インテル・ミラノ
2017年6月6日、インテルナツィオナーレ・ミラノの監督に就任し、リーグ戦では4位に終わったが、チームを7期ぶりのCL出場権に導いた。2019年5月30日、インテルの監督を退任した。

### ナポリ
2021年5月29日、SSCナポリの監督に就任した。フヴィチャ・クヴァラツヘリア、ヴィクター・オシムヘン、金玟哉らの活躍もあり、チームを33年振りの優勝に導いた。

### イタリア代表監督
2023年8月18日、電撃辞任したロベルト・マンチーニの後任としてイタリア代表監督に9月1日付で就任することが発表された。
UEFA EURO 2024では、グループステージを1勝1分1敗でなんとか勝ち上がるも、決勝トーナメント一回戦スイス戦では、ほとんどチャンスを作れずに0-2で敗戦しベスト16に終わり、采配に対して不満の声が挙がった。
2025年6月6日、FIFAワールドカップ26欧州予選初戦でノルウェー代表に敗北。次節、同9日のモルドバ代表戦を最後に解任が決定した。

## 監督として
鋭い戦術眼でゲーム展開を読み、その時々の状況に対して的確な指示を出し、勝利を目指すことのできる戦術家である。ASローマ時代に、生粋のセンターフォワードを置かない戦術「ゼロトップ・システム」を考案した第一人者でもある。
ウディネーゼや第一期ローマ時代のダビド・ピサーロ、インテル時代のボルハ・バレロを始めレジスタを重視する傾向が強い。就任時に在籍している選手をレジスタとして起用させることも多く、第二期ローマ時代にはミラレム・ピャニッチを、インテル時代にはマルセロ・ブロゾビッチをレジスタとして開花させた。
そのASローマ監督として采配を振るった、2007-08シーズンのUEFAチャンピオンズリーグ決勝トーナメント1回戦では、レアル・マドリードとの対戦を鋭い戦術眼で2戦とも制し、元チェルシー監督のジョゼ・モウリーニョや元マンチェスター・ユナイテッド監督のアレックス・ファーガソンをうならせた。
前日の対戦相手のビデオなどによる戦術的分析をかかさず、手持ちの駒で効果的な戦いを見せることが多い。それが裏目に出ることもあり、読みをはずしてシーズンに1度か2度は格下相手に足をすくわれることもある。彼のプロフェッショナルな発言やチームに尽くす姿勢から、フロントをはじめ選手からの信頼が厚い。
ヴェネツィア監督時代に名波浩を指導したことがある。

## エピソード
- 故郷トスカーナ州でブドウ農園を営んでおり、オフ期間には自ら農機械を運転し労働に勤しむ[15]。

## タイトル
ローマ
- コッパ・イタリア : 2回 (2006-2007, 2007-2008)
- スーペルコッパ・イタリアーナ : 1回 (2007)

ゼニト
- ロシアカップ : 1回 (2010)
- ロシア・プレミアリーグ : 2回 (2010, 2011-12)
- ロシア・スーパーカップ : 1回 (2011)

ナポリ
- セリエA : 1回 (2022-23)